# La vendetta di Lady Morgan
La vendetta di Lady Morgan è un film horror del 1965 diretto da Massimo Pupillo.
È il terzo horror consecutivo del regista dopo 5 tombe per un medium e Il boia scarlatto.

## Distribuzione
La vendetta di Lady Morgan è stato distribuito nei cinema italiani il 16 dicembre 1965. Il film ha incassato complessivamente 61 milioni di lire a livello nazionale. A differenza degli altri due horror di Pupillo, La vendetta di Lady Morgan ha ricevuto una distribuzione cinematografica in Germania Ovest nel 1967.
Il film è stato l'ultimo horror diretto da Pupillo, il quale dichiarò di non essere più interessato al genere e rifiutò le proposte per farne altri. Il regista è tornato sull'argomento, spiegando che "Ho iniziato nel genere horror perché volevo smetterla coi documentari, volevo entrare nel mercato commerciale. In Italia, quando fai un certo tipo di film, vieni etichettato e non puoi fare nient'altro. Ricordo che un giorno un produttore mi chiamò per fare un film solo perché gli altri produttori gli dissero che doveva prendere Mario Bava o me. Quando lo capii, mi sentii morto." A cinque anni dall'uscita, venne realizzato il cineromanzo omonimo Suspense, edito da New Edigraf nel 1971.

## Ricezione
Dalle recensioni retrospettive, lo storico di cinema Roberto Curti ha osservato che il film "non era affatto il migliore, ma forse il più singolare" dei tre horror diretti da Pupillo.